# Molophilus (Molophilus) mackerrasi
Molophilus (Molophilus) mackerrasi is een tweevleugelige uit de familie steltmuggen (Limoniidae). De soort komt voor in het Australaziatisch gebied.